# Shahrestān di Faridan
Lo shahrestān di Faridan (farsi شهرستان فریدن) è uno dei 24 shahrestān della provincia di Esfahan, in Iran. Il capoluogo è Daran. Lo shahrestān è suddiviso in 2 circoscrizioni (bakhsh):
- Centrale (بخش مرکزی), con la città di Daran.
- Bu'in e Miandasht (بخش بوئین و میاندشت), con la città di Bu'in e Miandasht.